# Josef Glückselig
Josef Glückselig, křtěný Josef Alexandr Jaroslav (12. března 1908 Praha - 1. ledna 1986 Praha) byl český malíř, krajinář.

## Život
Narodil se v Praze na Novém městě v rodině bankovního úředníka Miroslava Glückseliga a jeho ženy Jaroslavy roz. Bělohradské. Měl 5 sourozenců, nejstarší byla sestra Jarmila (*1898), dále pak následovali starší bratři Miroslav (*1900), Alexandr (*1902), Vladimír (1904) a mladší bratr Richard (*1913). Základní vzdělání a 4 třídy reálky absolvoval na Praze VI, dále absolvoval 1 ročník Maděrovy obchodní školy a v letech 1929-1935 studoval na pražské malířské akademii. Zde pak absolvoval ve školním roce 1929/1930 tzv. přípravku u prof. Josefa Loukoty. V následujícím školním roce II. ročník všeobecné školy u prof. Vratislava Nechleby a v roce 1931/1932 III. ročník všeobecné školy u prof. Otakara Nejedlého. U téhož profesora pak studoval další tři roky, kde následně získal diplom z krajinomalby. V polovině 30. let získal cestovní stipendium Mohr-Piepenhagenové a později i Hlávkovo cestovní stipendium.
Josef Glückselig podnikl studijní cesty po Jugoslávii a následně roku 1937 poprvé vystavil svá díla s dalmatskými a třeboňskými motivy v Šlajsově Modrém saloně na Praze 7. V letech 1939-1952 byl členem Jednota umělců výtvarných a pravidelně i obesílal tyto výstavy.

## Výstavy (výběr)

### Autorské
- 1959 Česká krajina Josefa Glückseliga, Galerie Nová síň, Praha

### Kolektivní
- 1938 III. Zlínský salon, Studijní ústav, Zlín
- 1939 Národ svým výtvarným umělcům, Praha
- 1940 Jednota umělců výtvarných: 107. výroční řádná členská výstava, Dům Jednoty umělců výtvarných, Praha
  - Jednota umělců výtvarných: 111. řádná členská podzimní výstava Náš venkov, Dům Jednoty umělců výtvarných, Praha
- 1940/1941 Národ svým výtvarným umělcům, Praha
- 1941 Jednota umělců výtvarných: 116. řádná členská podzimní výstava, Dům Jednoty umělců výtvarných, Praha
- 1942 Národ svým výtvarným umělcům, Praha
  - Jednota umělců výtvarných: 119. členská výstava, Mánes, Praha
  - V. Bilderausstellung in Unhoscht / V. Výstava obrazů na Unhošťsku, Okresní záložna hospodářská, Unhošť
- 1943 Posázaví - výstava soudobého umění / Sasautal- Ausstellung der bildenden Kunst der Gegenwart -Výstava originálů, Výstavní síň Myslbek, Praha
  - Jednota umělců výtvarných: Zátiší / Stilleben, Jednota umělců výtvarných, výstavní síně, Praha
  - Jednota umělců výtvarných: Členská výstava (druhý díl), Praha
- 1944 Letní výstava Jednoty umělců výtvarných, Jednota umělců výtvarných, výstavní síně, Praha
- 1945 Jednota umělců výtvarných: 134. výstava, Palác Myslbek, Praha
- 1946 Český národ Rudé armádě
  - Člověk a práce, Pavilon Myslbek, Praha
- 1946/1947 Jednota umělců výtvarných: Členská výstava, Pavilon Jednoty výtvarných umělců, Praha
- 1947 Jednota umělců výtvarných: Členská výstava 1947, Pavilon Jednoty výtvarných umělců, Praha
- 1948/1949 50 let Jednoty umělců výtvarných (Díl II.), Pavilon Jednoty výtvarných umělců, Praha
- 1949/1950 Výtvarní umělci k II. všeodborovému sjezdu, Dům výtvarného umění, Praha
- 1950/1951 Výtvarná úroda 1950, Dům výtvarného umění, Praha
- 1951 I. přehlídka československého výtvarného umění, Jízdárna Pražského hradu, Praha
- 1953 II. přehlídka československého výtvarného umění, Jízdárna Pražského hradu, Prah
- 1954 Výstava současného československého umění, Akademie umění SSSR, Moskva
- 1955 III. přehlídka československého výtvarného umění, Praha
- 1955/1956 Deset let československé lidově demokratické republiky ve výtvarném umění: Monumentální umění a plakát, Jízdárna Pražského hradu, Praha
- 1958 Výstava pražských výtvarníků, Dům umění, České Budějovice
- 1967 1. pražský salon, Bruselský pavilon, Praha
- 1969 2. pražský salón obrazů, soch a grafik, Dům U Hybernů, Praha
- 1971 Mizející krajina: Obrazy z povodí Želivky, Galerie U Řečických, Praha
- 1972 Mizející krajina očima pražských výtvarníků (výsledky úkolové akce ČFVU), Galerie U Řečických, Praha
- 1975 Výtvarní umělci k 30. výročí osvobození Československa Sovětskou armádou, Praha

### Zastoupení ve sbírkách
- Oblastní galerie Vysočiny v Jihlavě
- Oblastní galerie Liberec
- Alšova jihočeská galerie v Hluboké nad Vltavou
- Muzeum města Brna
- Galerie hlavního města Prahy[3]
- Národní galerie v Praze